# Stars (album Cher)
Stars − dwunasty solowy album amerykańskiej piosenkarki Cher. Został wydany 19 kwietnia 1975 roku nakładem wytwórni Warner Bros. Album ten był pierwszym, nagranym całkowicie bez wpływu Sonny’ego Bono, ponieważ w 1975 roku miał miejsce rozwód pary.
Pomimo dobrych recenzji i działań promocyjnych sprzedaż krążka była poniżej oczekiwań, a sam album przepadł na listach przebojów, docierając jedynie do 153. miejsca Billboard 200.

## Lista utworów
| Pierwsza strona | Pierwsza strona      | Pierwsza strona              | Pierwsza strona |
| Nr              | Tytuł utworu         | Autorzy                      | Długość         |
| --------------- | -------------------- | ---------------------------- | --------------- |
| 1.              | „Love Enough”        | Tim Moore                    | 3:05            |
| 2.              | „Bell Bottom Blues”  | Eric Clapton, Bobby Whitlock | 4:04            |
| 3.              | „These Days”         | Jackson Browne               | 4:07            |
| 4.              | „Mr. Soul”           | Neil Young                   | 3:03            |
| 5.              | „Just This One Time” | Jimmy Webb                   | 4:42            |
|                 |                      |                              | 19:01           |

| Druga strona | Druga strona                                 | Druga strona                           | Druga strona |
| Nr           | Tytuł utworu                                 | Autorzy                                | Długość      |
| ------------ | -------------------------------------------- | -------------------------------------- | ------------ |
| 1.           | „Geronimo's Cadillac”                        | Michael Martin Murphey, Charles Quarta | 2:58         |
| 2.           | „The Bigger They Come, The Harder They Fall” | Jimmy Cliff                            | 3:17         |
| 3.           | „Love Hurts”                                 | Boudleaux Bryant                       | 4:46         |
| 4.           | „Rock and Roll Doctor”                       | Lowell George, Fred Martin             | 3:05         |
| 5.           | „Stars”                                      | Janis Ian                              | 5:11         |
|              |                                              |                                        | 19:17        |